# Afrera Je-czeu Hajk
Afrera Je-czeu Hajk (amh. አፍራ የጨው ሐይቅ, Afrera Ye-chew Hayk, znane również pod nazwą Egogi Bad) – jezioro słone w północno-wschodniej Etiopii, w regionie Afar, na Pustyni Danakilskiej. Zajmuje powierzchnię od 100 do 125 km², ma około 16 km długości, 8 km szerokości i 160 m głębokości. Jest w dużej mierze zasilane przez gorące źródła. Brzegi jeziora są otoczone górami, w tym wulkanem Afdera na południu. Lustro jeziora jest położone na wysokości 102 m p.p.m.. Na jeziorze znajduje się wyspa Āfrēra Desēt, która jest najniżej położoną wyspą na świecie.